# Stenaoplus semicircularis
Stenaoplus semicircularis är en stekelart som först beskrevs av Tohru Uchida 1932.  Stenaoplus semicircularis ingår i släktet Stenaoplus och familjen brokparasitsteklar. Inga underarter finns listade i Catalogue of Life.